# أيت إڭاس
أيت إڭاس هي جماعة قروية في إقليم تارودانت بجهة سوس ماسة جنوب المغرب. وهي تضم 256 10 نسمة، حسب الإحصاء العام للسكان والسكنى لسنة 2014.
يقع مركز الجماعة على الطريق بين تارودانت وأولاد برحيل.

## دواوير الجماعة
- دوار زاوية إفركان
- دوار قصبة الأشكر
- دوار أيت تامنت
- دوار أيت الغازي
- دوار أيت واعراب
- دوار أيت براصو
- دوار الفتح
- دوار بنتافو
- دوار تاركا
- دوار الجوهر
- دوار تالبورجت
- دوار الغراب
- دوار إميوسوك
- دوار أجغجا
- دوار أنزاض
- دوار توزومط
- دوار أكادير نتحيونيت
- دوار زاوية المعدر
- دوار أدوز
- دوار إميمدغر
- دوار تزونت
- دوار إميغزر
- دوار أيت موسى
- دوار إشباعن
- دوار سيدي موسى
- دوار بوغيول
- دوار ويموشا
- تكديرت
- أيت الشريف
- أيت علي احساين
- تاشنبيت

## التعليم
للدخول مباشرة إلى الصفحة الرسمية على فيسبوك، يرجى الضغط على اسم كل مجموعة مدرسية
قائمة المؤسسات التعليمية في جماعة أيت إڭاس:
- مجموعة مدارس ابن عباد تاركة (المركزية: تاركة أيت تامنت / الوحدات: أيت واعراب - تعاونية الفتح - بنتافو)
- مجموعة مدارس الجوهر (المركزية: تعاونية الجوهر/ الوحدات: تعاونية تاركة - تالبرجت)
- مجموعة مدارس الغدير (المركزية: إدوزركي / الوحدات: أدوز - إميمدغر - أجغجا - تزونت)
- مجموعة مدارس أيت موسى (المركزية: أيت موسى / الوحدات: إميغزر - بوغيول - تكديرت)

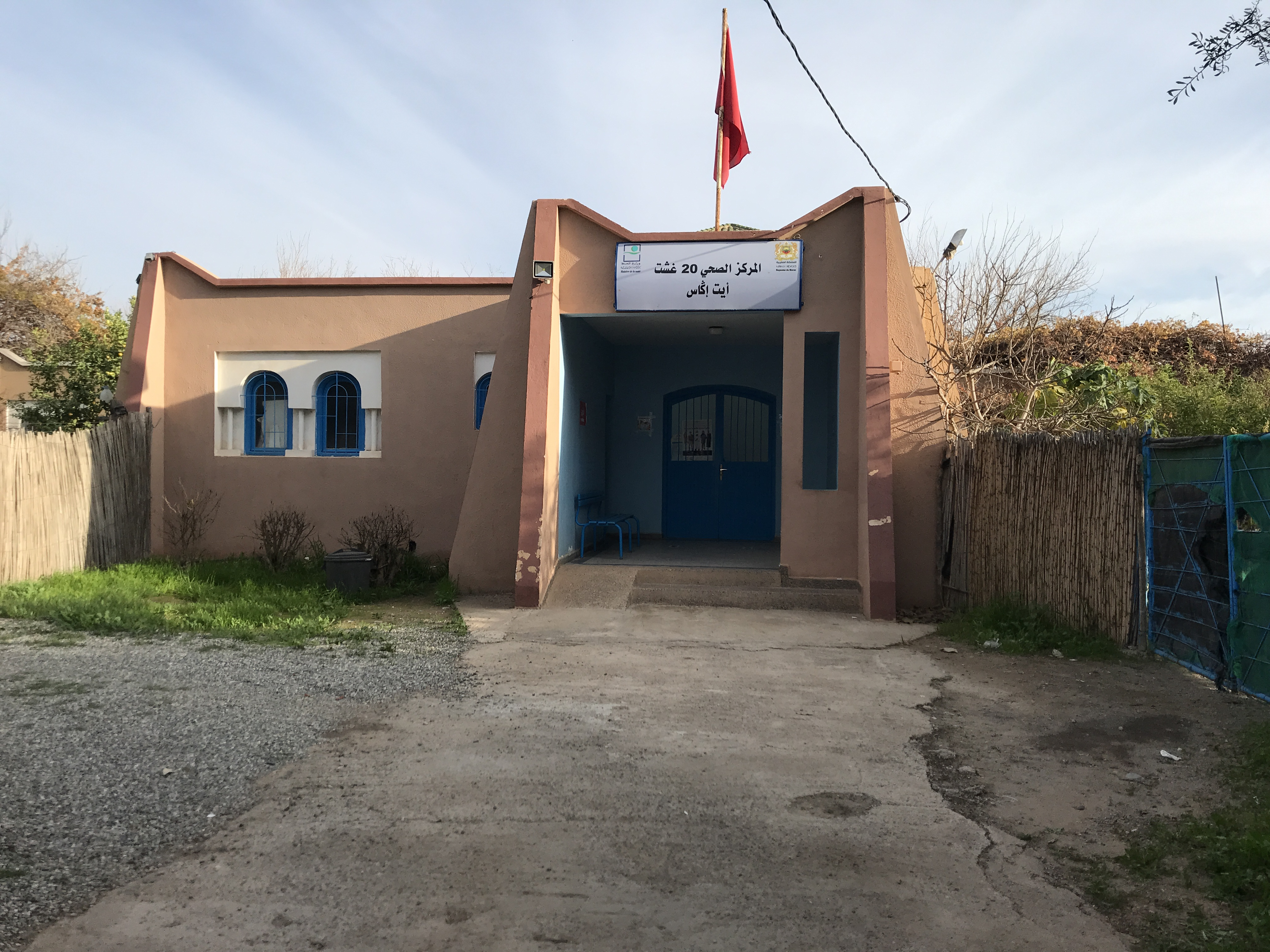
المركز الصحي في أيت إڭاس

- إعدادية الإمام مسلم

## الصحة
يوجد في مركز جماعة أيت إڭاس مركز صحي قروي واحد وصيدلية واحدة.

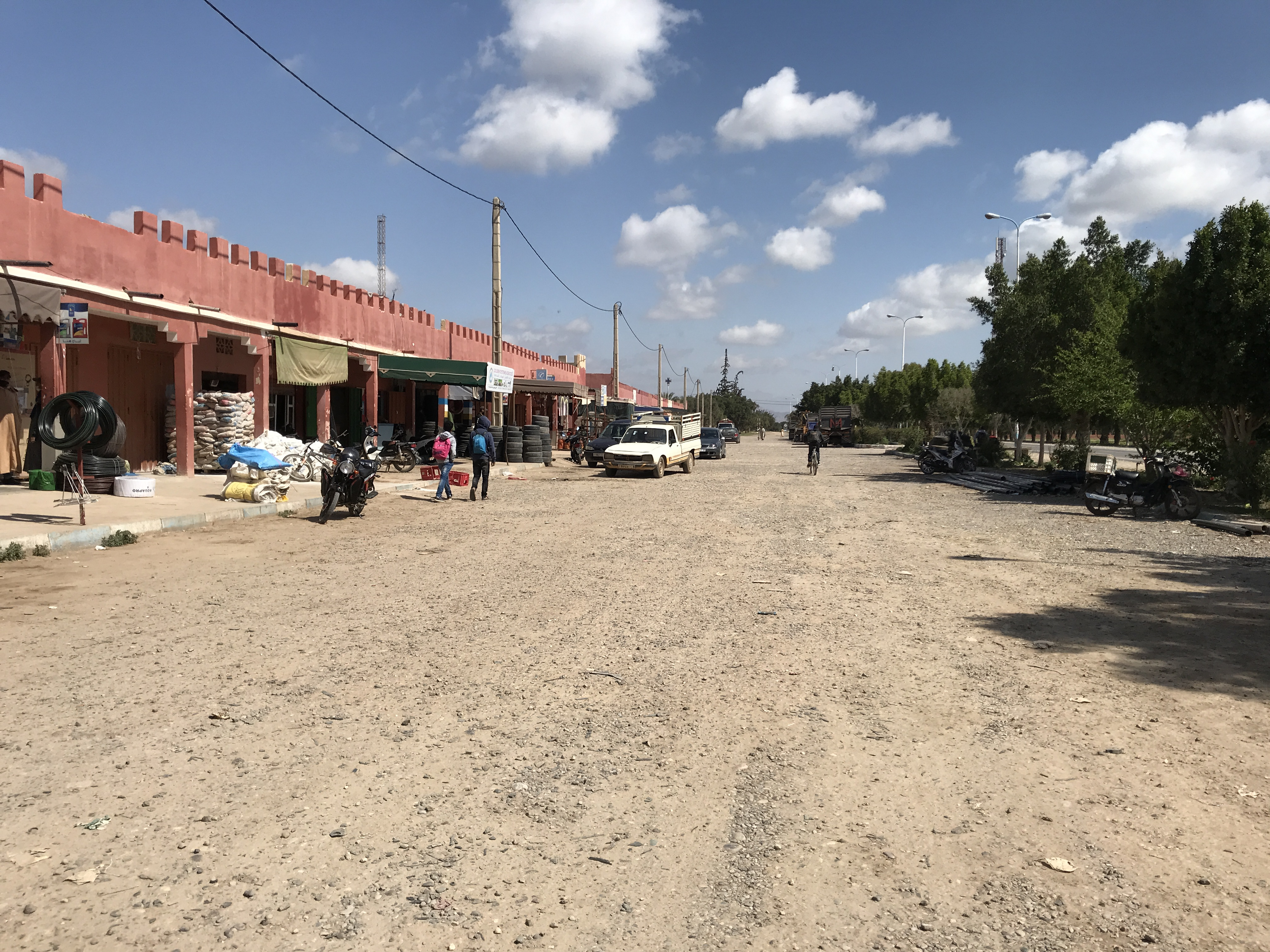
مركز جماعة أيت إڭاس

## النقل والطرق
تمر سيارات الأجرة الكبيرة وحافلات الكرامة التي تربط بين تارودانت وأولاد برحيل من مركز جماعة أيت إڭاس، مما يسمح لسكان الجماعة بإستخدامها للتنقل.

## الاقتصاد
منطقة أيت إيكاس هي منطقة فلاحية بامتياز، ويعتمد اقتصاد سكانها على الفلاحة وتربية الماشية.
ينعقد السوق الأسبوعي كل يوم أربعاء بمركز الجماعة.

## الجمعيات
قائمة الجمعيات في أيت إڭاس:
- جمعية شاب القصبة للتقافة والرياضة والتنمية الاجتماعية (دوار قصبة الأشكر)
- جمعية البركة للماء الصالح لشرب (دوار قصبة الأشكر)
- جمعية شباب تاركة للتنمية الاجتماعية (دوار تاركة)
- جمعية الإخوة للتنمية والتعاون (دوار تزونت)